# Kopis brasiliensis
Kopis brasiliensis är en insektsart som beskrevs av Max Beier 1960. Kopis brasiliensis ingår i släktet Kopis och familjen vårtbitare. Inga underarter finns listade i Catalogue of Life.